# Sylviini milenci
Sylviini milenci (1863, Sylvia’s Lovers) je román od anglické spisovatelky Elizabeth Gaskellové, nejdříve vydávaný na pokračování v časopisu Cornhill, poprvé publikovaný v únoru roku 1863.

## Pozadí vzniku románu
Pro napsání románu byla pro Gaskellovou klíčová návštěva ve městě Whitby v listopadu 1859. Pro dějovou linii románu se staly předlohou události, které se v tomto městě odehrály v roce 1793. Tehdy ve Whitby propukly bouře v souvislosti s násilným verbováním mužů do armády. Buřiči zapálili vládní budovu a jeden z občanů Whitby, pan William Atkinson, byl později pověšen za podporování námořníků ve vzpouře proti verbířům. 
Vzpomínky na tyto události ještě dlouho zůstaly v živé paměti obyvatel města a někteří místní neschvalovali autorčin román, protože se domnívali, že zbytečně oživuje vzpomínky na toto nešťastné období.

## Obecná charakteristika díla
Sylviini milenci se svým tragickým koncem vymyká obvyklému ladění ostatních děl Gaskellové. V dějové linii příběhu se zrcadlí autorčiny vlastní zkušenosti a zážitky – Gaskellová se svými dcerami prožívala jejich radosti i strasti, měla za sebou také práci na životopise o své přítelkyni – Charlotte Brontëové (Život Charlotty Brontëové) a nepříjemné události spojené s publikací této biografie. To vše přispělo k tomu, že se román vyznačuje pochmurnou atmosférou, vcelku netypickou pro ostatní autorčina díla - a to i když mnohé romány Gaskellové řeší velmi tíživé sociální problémy.

 Výjimečnost díla ve vztahu k ostatním autorčiným pracím spočívá rovněž v postavě hlavní hrdinky Sylvie, která může v mnohém připomínat Catherine Earnshawovou z románu Na Větrné hůrce od Emily Brontëové – i Sylvie je velmi vnímavá a vášnivá mladá dívka, která hluboce prožívá všechny své zážitky. Na druhé straně Sylvie není v podstatě zadumaná a melancholická – právě naopak. Je velmi energická, má smysl pro humor. I v tomto románu nenechává Gaskellová zahálet svůj talent pro mistrné vylíčení charakteru místní společnosti a jejích zvyků. Nicméně je to právě postava Sylvie, která upoutá čtenářovu pozornost.

## Děj
Autorka vypráví příběh Sylvie Robsonové, která žije se svými rodiči na farmě. Jednoho dne se seznámí s Charliem Kinreadem, do kterého se zamiluje. Charlie se rozhodne odejít k námořnictvu. Když se ale vrátí zpět, je násilím naverbován k vojsku. Odvod Charlieho spatří bratranec Sylvie Phillip, který Sylvii tajně miluje, ale ta jím pohrdá. Rozhodne se, že to, co spatřil, Sylvii nepoví a nechá ji v domnění, že je Charlie mrtvý, aby tak u Sylvie zvýšil své šance na úspěch. Nakonec přesvědčí Sylvii, aby si ho vzala. Sylvie však později zjistí, co jí Phillip zatajil a nechce s ním už mít nic společného. Zdrcený Phillip se proto dá k armádě. Ocitne se uprostřed vřavy napoleonských válek, kde slouží ve stejném pluku jako Charlie Kinread a kterému tam zachrání život. Kinread se vrací do Anglie ke své manželce. Ta vypoví Sylvii, že Phillip nasadil vlastní život, aby zachránil ten Kinreadův. Sylvia si uvědomuje, že je to Phillip, kterého miluje. S obavami čeká, zda se jí z války vrátí. Phillip je ve Francii zraněn a poslán zpět do Anglie. V Anglii ale zemře při záchraně topícího se dítěte. Sylvia se s Phillipem už nikdy neshledá a pozdě si uvědomuje, koho vlastně ztratila.